# Satori

„Satori“ v japonštině

Satori (悟り, čínsky wu) se běžně překládá jako osvícení, probuzení nebo záblesk náhlého uvědomění, nejpřesnější překlad je poznání. Avšak satori je intuitivním prožitkem a nejedná se o poznání dosažené pomocí přemýšlení. Náhlý zážitek osvícení je také někdy nazýván kenšó. Významově mají kenšó i satori stejný smysl. I když je-li popisováno osvícení Buddhy nebo patriarchů, je běžně používán termín satori namísto kenšó, jelikož termín satori implikuje představu hlubší zkušenosti.
Japonskému termínu satori odpovídá sanskrtský a pálijský pojem bódhi, avšak není zcela jisté, zdali oba termíny skutečně označují tentýž prožitek. Jestliže je pojem satori používán k označení konečného hlubokého osvícení Buddhy a jiných význačných mistrů, lze určitě souhlasit, že ano. Avšak označuje-li satori vhled do reality, který však ještě není spojen s prožitkem nirvány, pak spíše odpovídá pálijskému výrazu ňána (v sanskrtu džňána), který se do češtiny překládá právě jako vhled.
Zenoví mistři obecně odmítají jakýkoli popis nebo vysvětlení, co to je satori, jelikož k jeho pochopení je samozřejmě nutná osobní zkušenost. Někdy je satori popisováno jako náhlý vhled do ne-duality, do vše spojující jednoty našeho bytí. Termín satori má široký význam, jak bylo zmíněno, může být použito pro označení konečného hlubokého osvícení (v sanskrtu bódhi), nebo i pro chvilkový, náhlý a přechodný zážitek, který ale leží na cestě k trvalému pochopení podstaty všeho bytí (v sanskrtu džňána). V tomto druhém významu se spíše používá termín kenšó. Někteří zenoví mistři označují jako osvícení i stavy hlubokého soustředění, které jsou v páli známy jako džhány a sanskrtu dhjány. Jedná se o stav tzv. jednobodovosti mysli, mysli, které splynula se svým meditačním objektem. Lidská mysl je v tomto stavu hluboce klidná, člověk ztrácí vědomí sebe sama a v důsledku splynutí s meditačním objektem mizí i rozlišování na subjekt a objekt, proto může být tato zkušenost považována za zážitek neduality. Jedná se však jen o pomíjivý prožitek, který není spojen s vhledem do skutečné reality.
Zážitek satori je zpravidla výsledkem soustavné spirituální praxe. Tradičně jsou používány dvě metody vedoucí k dosažení satori, buď sezení v zazenu, jež je typická pro tzv. sótó zen, nebo kontemplace (soustřeďování se) na paradoxní a logikou neřešitelné duševní úlohy, tzv. koány, z nichž se mysl „osvobozuje“ skokem k sloučení protikladů ve všeobjímající jednotu – právě zážitek satori, tato metoda je používána v tzv. rinzai zenu.